# Тихвинские карелы
Тихвинская Карелия — исторический регион в Бокситогорском районе на юго-востоке Ленинградской области, населённый карелами.
В Тихвинскую Карелию входило не более 14 деревень. Карельские села расположены в верховьях реки Чагодоща, под управлением Климовской сельской администрации. До революции 1917 года территория, населенная карелами, принадлежала Тихвинскому приходу, а до этого эти земли принадлежали Тихвинскому монастырю. Тихвинские карелы сохранили свой говор карельского языка, и даже небольшое количество молодежи в этом районе знает его. Тихвинские карелы в поисках работы и учебы также перебрались в соседние города Тихвин и Пикалёво и в посёлок Ефимовский. По словам лингвиста Владимира Рягоева, в 1970-е годы в Тихвине проживало 2000 карелов.

## История
В свои нынешние поселения карелы переехали в начале 17 века с Карельского перешейка после Столбовского мира. После того, как перешеек перешел под власть лютеранской Швеции, православное население Карелии бежало из региона в центральную часть России. Большинство из них перебралось в Тверскую область, но также карелы переселились в Тихвинскую и Новгородскую области. Тихвинские карелы, видимо, нашли свой новый дом на уже знакомом старом торговом пути. Река Чагода впадает в Чагодощу, Чагодоща в Мологу, которая является притоком Волги. На пересечении Мологи и Волги в средние века находился рынок Голопий Городок, который посещали карельские купцы.
По преданию, карелы сначала поселились в деревне Опока, а затем распространились по другим местам. Сегодня деревни Опока нет.